# مارشال ارشد هوایی
مارشال ارشد هوایی (انگلیسی: Air chief marshal) یک افسر نیروی هوایی با درجه چهار ستاره در نیروی هوایی بسیاری از کشورها است، که برای نخستین بار در نیروی هوایی سلطنتی بریتانیا بکار گرفته شد. درجه مارشال ارشد هوایی معادل درجه دریابد یا ادمیرال در نیروی دریایی و معادل ارتشبد یا ژنرال در نیروی زمینی است.